# Europees Olympisch Jeugdfestival
Het Europees Olympisch Jeugdfestival (Engels: European Youth Olympic Festival (EYOF), Frans: Festival olympique de la jeunesse européenne), is een tweejaarlijks multisportevenement voor jonge atleten van de 50 landen die lid zijn van de associatie van Europese Olympische Comités. Het festival heeft zowel een zomer- als een wintereditie.

## EJOF-edities

### Zomeredities
- 1991 -  Brussel
- 1993 -  Valkenswaard
- 1995 -  Bath
- 1997 -  Lissabon
- 1999 -  Esbjerg
- 2001 -  Murcia
- 2003 -  Parijs
- 2005 -  Lignano Sabbiadoro
- 2007 -  Belgrado
- 2009 -  Tampere
- 2011 -  Trabzon
- 2013 -  Utrecht
- 2015 -  Tbilisi
- 2017 -  Győr
- 2019 -  Bakoe
- 2022 -  Banská Bystrica
- 2023 -  Maribor
- 2025 -  Skopje
- 2027 -  Lignano Sabbiadoro
- 2029 -  Vlaanderen
- 2031 -  Liepāja

### Winteredities
- 1993 -  Aosta
- 1995 -  Andorra
- 1997 -  Sundsvall
- 1999 -  Poprad
- 2001 -  Vuokatti
- 2003 -  Bled
- 2005 -  Monthey
- 2007 -  Jaca
- 2009 -  Silezië
- 2011 -  Liberec
- 2013 -  Brașov
- 2015 -   Vorarlberg en Vaduz
- 2017 -  Erzurum
- 2019 -  Sarajevo
- 2022 -  Vuokatti
- 2023 -  Friuli-Venezia Giulia
- 2025 -  Bordzjomi
- 2027 -  Brașov